# ビフェニル-2,3-ジオキシゲナーゼ
ビフェニル-2,3-ジオキシゲナーゼ（biphenyl 2,3-dioxygenase）は、ビフェニル分解酵素の一つで、次の化学反応を触媒する酸化還元酵素である。
ビフェニル + NADH + H+ + O2 {\displaystyle \rightleftharpoons } (1S,2R)-3-フェニルシクロヘキサ-3,5-ジエン-1,2-ジオール + NAD+
反応式の通り、この酵素の基質はビフェニルとNADHとH+とO2、生成物は(1S,2R)-フェニルシクロヘキサ-3,5-ジエン-1,2-ジオールとNAD+である。
組織名はbiphenyl,NADH:oxygen oxidoreductase (2,3-hydroxylating)で、別名にbiphenyl dioxygenaseがある。